# Iuri Molcean
Iuri Molcean (n. 8 aprilie 1983, Tiraspol, RSS Moldovenească, URSS) este un scrimer ce a reprezentat Rusia, medaliat olimpic. A participat la o ediție a Jocurilor Olimpice (2004) în care a câștigat o medalie de bronz.

## Participări
Lista de mai jos prezintă principalele competiții la care a participat Iuri Molcean de-a lungul carierei.
- fencing at the 2004 Summer Olympics – men's team foil[*]